# أسرع الحيوانات
أسرع الحيوانات، هذه قائمة بأسرع الحيوانات في العالم، مرتبة حسب أنواع الحيوانات.

## أسرع كائن حي
الشاهين هو أسرع طائر، وأسرع عضو في مملكة الحيوان، حيث تبلغ سرعة تحليقه الجوي أكثر من 300 كم/س (190 ميل/س) الساعة. في حين يُعد الفهد أسرع حيوان بري. ومن بين أسرع الحيوانات في البحر نجد المرلين الأسود، مع وجود تقارير متضاربة وغير مؤكدة حول السرعات المسجلة.
عند إجراء مقارنات بين فئات مختلفة من الحيوانات، تُستخدم أحيانًا وحدة قياس بديلة تُعرف بطول الجسم في الثانية. بناءً على هذا المقياس، يُعد سوس جنوب كاليفورنيا، المعروف علميًا باسم باراترسوتومس ماكروبالبس، أسرع كائن حي على وجه الأرض نسبة إلى طول جسمه، حيث تصل سرعته إلى 322 طول جسمه في الثانية. السرعة المكافئة للإنسان الذي يركض بسرعة هذا السوس ستكون 1,300 ميل/س (2,092 كم/س)،  أو ما يقرب من 1.7 ماخ . وسرعة الماكروبالبس تتجاوز بكثير سرعة حاملة الرقم القياسي السابقة، حشرة خنفساء النمر الأسترالية، والتي تعد أسرع حشرة في العالم نسبة إلى طول الجسم، حيث سجلت سرعة قدرها 1.86 متر في الثانية (6.7 كم/س؛ 4.2 ميل/س)  ويعد الفهد، أسرع الثدييات البرية، إذ يسجل 16 طول جسمه فقط في الثانية.
| المرتبة | الحيوان                       | السرعة القصوى                                          | الفئة       | ملاحظات | صورة |
| ------- | ----------------------------- | ------------------------------------------------------ | ----------- | --- | ---- |
| 1       | الشاهين                       | 389 كم/س (242 ميل/س) 108 م/ث (354 قدم/ث)               | الغوص الجوي | الشاهين هو أسرع حيوان جوي، وأسرع حيوان في الطيران، وأسرع طائر، وأسرع عضو في مملكة الحيوان بشكل عام. يصل الشاهين إلى أقصى سرعة له ليس في الطيران الأفقي، ولكن أثناء انقضاضه المميز للصيد (الطيران العمودي). أثناء الانقضاض، يحلق الصقر الشاهين إلى ارتفاع كبير، ثم يغوص بشكل حاد بسرعة تزيد عن 320 كم / ساعة (200 ميل في الساعة). |      |
| 2       | العقاب الذهبي                 | 240–320 كم/س (150–200 ميل/س) 67–89 م/ث (220–293 قدم/ث) | الغوص الجوي | على افتراض أن الحد الأقصى للحجم هو 1.02 متر فإن سرعته النسبية تتراوح ما بين 66 و87 طول جسم في الثانية، وهو ما يعادل سرعة الإنسان الذي يركض بسرعة من 60 إلى 80 متر في الثانية. |      |
| 3       | سمامة بيضاءة الحنجرة          | 169 كم/س (105 ميل/س)                                   | التحليق     | |      |
| 4       | شويهين أوراسي                 | 160 كم/س (100 ميل/س)                                   | التحليق     | يمكنه أن يتفوق في بعض الأحيان على السمامة بيضاء الحنجرة |      |
| 5       | الخفاش المكسيكي ذو الذيل الحر | 160 كم/س (100 ميل/س)                                   | التحليق     | يقال أنه يمتلك أسرع سرعة أفقية (على عكس سرعة الغوص والأنحناء) من أى حيوان آخر. |      |
| 6       | الشانية                       | 153 كم/س (95 ميل/س)                                    | التحليق     | يساعد امتلاك الشانية لأكبر نسبة مساحة جناح مقارنة بوزن الجسم من بين جميع الطيور على السرعة العالية. |      |
| 7       | الحمام الطوراني               | 148.9 كم/س (92.5 ميل/س)                                | التحليق     | سُجل متوسط السرعة للحمام بـ 148.9 كم/ساعة في سباق يبلغ طولة 640 كم. |      |
| 8       | إوزة مجنحة (إوز أبو قرن)      | 142 كم/س (88 ميل/س)                                    | التحليق     | |      |
| 9       | سنقر (الشاهين البحري)         | 128 كم/س (80 ميل/س)[بحاجة لمصدر]                       | التحليق     | |      |
| 10      | طائر القطرس ذو الرأس الرمادي  | 127 كم/س (79 ميل/س)                                    | التحليق     | |      |
| 11      | الفهد                         | 109.4–120.7 كم/س (68.0–75.0 ميل/س)                     | أرضي        | أسرع حيوان بري ، يمكنه السرعة من 0 إلى 96.6 كم/ساعة (60 ميل/ساعة) في خلال أقل ثلاث ثوان. |      |
| 12      | مرلين شراعي                   | 109.19 كم/س (67.85 ميل/س)                              | سباحة جوية  | |      |
| 13      | طائر الطنان آنا               | 98.27 كم/س (61.06 ميل/س)                               | التحليق     | |      |
| 14      | أبو سيف                       | 97 كم/س (60 ميل/س)                                     | السباحة     | |      |
| 15      | النعامة الشائعة               | 90 كم/س (56 ميل/س)                                     | أرضي        | |      |
| 16      | ظبي أمريكي                    | 88.5 كم/س (55.0 ميل/س)                                 | أرضي        | |      |
| 17      | قوفز (ظبي)                    | 88 كم/س (55 ميل/س)                                     | أرضي        | |      |
| 18      | خيول كوارتر الأمريكية         | 88.5 كم/س (55.0 ميل/س)                                 | أرضي        | خيول كوارتر الأمريكية أو خيول الربع ميل، سلالة أمريكية من الخيول تتميز بالقدرة على الركض لمسافات قصيرة، واشتق اسمه من خلال قدرته على التفوق على السلالات الأخرى من الخيول في سباقات ربع ميل أو أقل، وقد سجلت بعض هذه الخيول سرعة تصل إلى 88.5 كم/ساعة (55 ميل / ساعة).                                                           |      |
| 19      | النو الأزرق (الظبي الثوري)    | 80.5 كم/س (50.0 ميل/س)                                 | أرضي        | |      |
| 20      | غزال طومسون                   | 80.5 كم/س (50.0 ميل/س)                                 | أرضي        | |      |

## اللافقاريات
| حيوان                                                                | أقصى سرعة مسجلة                            | ملحوظات | صورة    |
| -------------------------------------------------------------------- | ------------------------------------------ | --- | ------- |
| ذباب الخيل                                                           | 145 كم/س (90 ميل/س)                        | مناورة المطاردة التي يستخدمها ذكر ذباب الخيل، والتي قيست من خلال استيفاء التصوير السينمائي البطيء. | لا إطار |
| أعضاء من فصيلة لوليجنيدي (حبار القلم الرصاص) وأوماستر يوفيداي (حبار) | 36 كم/س (22 ميل/س)                         | العديد من هذه الأنواع "تطير" خارج الماء للهروب من الخطر. يستطيع الحبار الطائر الياباني الطيران لمدة ثلاث ثوانٍ على مسافة 30 مترًا. | لا إطار |
| خنافس نمرية                                                          | 6.8 كم/س (4.2 ميل/س)                       | تعتبر الخنفساء النمرية الأسترالية، واحدة من أسرع الحشرات في العالم نسبة إلى حجم الجسم، والذي سُجل عند 6.8 كم/س (4.2 ميل/س) أو 171 طول الجسم في الثانية. يمكنها الطيران بسرعة 43 كم/س (27 ميل/س) في الساعة. . | لا إطار |
| باراترسوتومس ماكروبالبس                                              | 22 سم/ث (8.7 بوصة/ث) 0.8 كم/س (0.50 ميل/س) | سوس يبلغ طوله 100 ملم، متوطن في كاليفورنيا الجنوبية، ويصل طول جسمه إلى 322 ملم في الثانية، وهو ما يعادل سرعة الإنسان الذي يركض بسرعة 2,092 كم/س (1,300 ميل/س) . بفضل هذا الإنجاز، صُنف باعتباره أسرع حيوان على الكوكب نسبة إلى طول جسمه. ويمكنه أيضًا تحقيق هذه السرعة عبر سطح خرساني عند درجة حرارة 60 مئوية، وهو أمر قاتل للعديد من الحيوانات. | لا إطار |

## الأسماك
بسبب القيود الجسدية، فقد لا تتمكن الأسماك من تجاوز سرعات السباحة البالغة 36 كم/س (22 ميل/س) في الساعة. ولذلك فإن الأرقام الأكبر المذكورة في الجدول أدناه يمكن أن تكون محل شك إلى حد كبير:
| الحيوان                     | أقصى سرعة مسجلة           | ملاحظات | صورة |
| --------------------------- | ------------------------- | --- | ---- |
| مرلين أسود                  | 132 كم/س (82 ميل/س)       | سُجل سمكة مرلين سوداء وهي تنزع الخط من بكرة الصيد بسرعة تصل إلى 120 قدم في الثانية (82 ميل/ساعة) ، (132كم/ ساعة)                                                                |      |
| مرلين شراعي                 | 109.19 كم/س (67.85 ميل/س) | سبحت سمكة شراعية وقفزت لمسافة 91 مترًا في 3 ثوانٍ، وهو ما يعادل سرعة 109 كم / ساعة، على الرغم من أن هذه السرعة تشمل القفزات خارج الماء، والتي لا تعتبر سرعة سباحة بشكل صارم.     |      |
| أبو سيف                     | 97 كم/س (60 ميل/س)        | تبلغ السرعة المسجلة حوالي 97 كم/ ساعة |      |
| تونة الزعنفة الصفراء (سمكة) | 76 كم/س (47 ميل/س)        | العديد من أنواع التونة قادرة على السباحة بسرعات عالية تصل إلى حوالي 80 كم/ساعة.                                                                                                |      |
| قرش ماكو قصير الزعنف        | 72 كم/س (45 ميل/س)        | تحت الماء وبدون عوائق من خط الصيد، سُجلت سرعة سمكة الماكو قصيرة الزعانف بشكل موثوق عند 50 كم / ساعة، وهناك ادعاء بأن فردًا واحدًا من هذا النوع حقق سرعة اندفاع تبلغ 74 كم / ساعة. |      |

## البرمائيات
| حيوان       | أقصى سرعة مسجلة          | ملحوظات                                                        | صورة |
| ----------- | ------------------------ | -------------------------------------------------------------- | ---- |
| سلمندر نوتا | 24.14 كم/س (15.00 ميل/س) | يُعرف أيضًا باسم السلمندر الأنديزي، وهو أسرع البرمائيات المسجلة. |      |

## الزواحف
| حيوان                     | أقصى سرعة مسجلة          | ملحوظات | صورة |
| ------------------------- | ------------------------ | --- | ---- |
| ورل عملاق                 | 40.23 كم/س (25.00 ميل/س) | يُعتبر بشكل عام أسرع الزواحف المسجلة.                                                                                 |      |
| الإغوانة الخضراء          | 35.41 كم/س (22.00 ميل/س) | الإغوانة الخضراء هي سحالي شجرية كبيرة قادرة على الجري بسرعة عالية على الأرض.                                         |      |
| سلحفاة جلدية الظهر        | 35.28 كم/س (21.92 ميل/س) | تمتلك هذه السلاحف التصميم الجسمي الأكثر هيدروديناميكية من بين جميع السلاحف البحرية ، حيث أن جسمها كبير على شكل دمعة. |      |
| إغوانة سوداء              | 34.6 كم/س (21.5 ميل/س)   | غالبًا ما يُشار إليه باعتباره أسرع سحلية في العالم في المصادر القديمة.                                                 |      |
| سباق سداسي الخطوط (سحلية) | 28.97 كم/س (18.00 ميل/س) | سحلية صغيرة موجودة في جميع أنحاء جنوب الولايات المتحدة والمكسيك .                                                    |      |
| المامبا السوداء           | 22.53 كم/س (14.00 ميل/س) | |      |
| تنين كومودو               | 20.92 كم/س (13.00 ميل/س) | يمكن أن يصل طول تنانين كومودو إلى 13 ميل/س (21 كم/س) لفترة وجيزة. ولكن يفضل الصيد خفية.                              |      |

## الطيور
| الحيوان                   | السرعة القصوى المسجلة    | ملاخظات | صورة |
| ------------------------- | ------------------------ | --- | ---- |
| بطة غواصة حمراء الصدر     | 129 كم/س (80 ميل/س)      | |      |
| ايمو                      | 46–50 كم/س (29–31 ميل/س) | هذا الطائر أكبر الطيور الأسترالية حجمًا، وهو النوع الوحيد المتبقي من جنس الدرميس، وهو ثاني أكبر الطيور الحية في العالم بعد قريبته النعامة غير القادرة على الطيران أيضًا                                                         |      |
| طائر الكاسواري (شبنم)     | 46–50 كم/س (29–31 ميل/س) | وهو طائر ضخم لا يطير، يبلغ وزنه ما يقرب من 60 كيلوجراما، وفي بعض الأحيان قد يصبح أطول من الإنسان البالغ. يملك 3 مخالب قوية في كل قدم أطولها يبلغ 13 سم.                                                                       |      |
| جواب (طائر) الجراء الركاض | 32–43 كم/س (20–27 ميل/س) | جنس من الطيور السريعة الحركة، ويعيش في الأراضي منخفضة الأشجار في جنوب غربي الولايات المتحدة، وفي المكسيك. ويستطيع طائر الجوَّاب الطيران. لكنه يفضل البقاء أغلب وقته في مسكنه الأرضي، ويمكنه العدو بسرعة تصل إلى 24ميل في الساعة |      |

## الثدييات
| الحيوان                                            | السرعة القصوى | ملاحظات | صورة |
| -------------------------------------------------- | --- | --- | ---- |
| ثيتل هجين (ساساتي مالوف)                           | 70–90 كم/س (43–56 ميل/س) | تم تقدير ذلك من خلال مراقبة عداد المسافات عندما يركض حيوان بأقصى سرعته، بجانب مركبة على الطريق. |      |
| حصان محلي (فرس)                                    | 70.76–88.5 كم/س (43.97–54.99 ميل/س)                                                                                            | تم تحقيق أسرع سرعة للحصان بواسطة حصان أصيل |      |
| الظبي الاسود (ظبي هندي)                            | 80 كم/س (50 ميل/س) | يمكنه الحفاظ على سرعات تبلغ 80 كم/ساعة، لأكثر من 1.5 كم في المرة الواحدة، وتبلغ كل خطوة من خطواته حوالي من 5.8 إلى 6.7 متر. |      |
| غزال غرانت                                         | 64–80 كم/س (40–50 ميل/س) | يتم تقدير ذلك من خلال مراقبة عداد المسافات عندما يركض حيوان بأقصى سرعته، بجانب مركبة على الطريق. |      |
| ثيتل                                               | 70–80 كم/س (43–50 ميل/س) | تم تقدير ذلك من خلال مراقبة عداد المسافات عندما يركض حيوان بأقصى سرعته، بجانب مركبة على الطريق. |      |
| إمبالة                                             | 60–80 كم/س (37–50 ميل/س) | يتم تقدير ذلك من خلال مراقبة عداد المسافات عندما يركض حيوان بأقصى سرعته، بجانب مركبة على الطريق |      |
| الأسد                                              | 80 كم/س (50 ميل/س) | أثناء الصيد، يمكن للأسد أن يصل إلى سرعة قصوى تصل إلى 80 كم/ساعة في دفعات قصيرة. . |      |
| الأرنب البرية (قواع)                               | 57–80 كم/س (35–50 ميل/س) | يمكن للأرانب أن تصل إلى سرعة قصوى تبلغ 35 ميلاً في الساعة (56 كم / ساعة) |      |
| كلب بري أفريقي (سمع)                               | 60–71 كم/س (37–44 ميل/س) | غند الصيد، يمكن للكلاب البرية الأفريقية الركض بسرعة 66 كم/ساعة (41 ميلاً في الساعة) في دفعات، ويمكنها الحفاظ على سرعات تتراوح بين 56-60 كم/ساعة (35-37 ميلاً في الساعة. |      |
| الكنغر                                             | 50–71 كم/س (31–44 ميل/س) | تبلغ سرعة القفز المريحة للكنغر حوالي 21-26 كم/ساعة (13-16 ميلاً في الساعة)، ولكن يمكن الوصول إلى سرعات تصل إلى 71 كم/ساعة (44 ميلاً في الساعة) على مسافات قصيرة، بينما يمكنه الحفاظ على سرعة 40 كم/ساعة (25 ميلاً في الساعة) لمسافة تقارب 2 كم (1.2 ميل). وكلما زادت سرعة قفز الكنغر قل استهلاكه للطاقة |      |
| الكلب السلوقي الكلب المنزلي                        | 60–70 كم/س (37–43 ميل/س) | تعتبر الكلاب السلوقية أسرع الكلاب، وقد تم تربيتها في المقام الأول للعبة المطاردة والسباق |      |
| أخدر                                               | 60–70 كم/س (37–43 ميل/س) | تعتبر الحمر الأخدريّة أكبر قدا بقليل من الحمر المستأنسة حيث يبلغ وزنها حوالي 290 كيلوغراما وطول رئسها وجسمها معا 2.1 متر، كما أنها أشبه بالحصان منها، وللأخدر قوائم قصيرة نسبيا مقارنة بالأحصنة ولونها يختلف بحسب تغيّر الفصول فهي عادة خمريّة اللون في الصيف ومن ثم تتغير إلى بنيّة مصفرّة في الفصول الماطرة، وتمتلك هذه الحمر خطا أسود يحده لون أبيض من الجهتين على طول الظهر كما ويعتبر الأخدر غير قابل للترويض والاستئناس |      |
| حمار وحشي                                          | 56–70 كم/س (35–43 ميل/س) | يتكون الحمار الوحشي من عدة أنواع فرعية ، ومن المرجح أنها تشترك في نفس القدرة على الجري بسرعات عالية. |      |
| العلند (تيس الثور)                                 | 55–70 كم/س (34–43 ميل/س) | تم تقدير ذلك من خلال مراقبة عداد المسافات عندما يركض حيوان بأقصى سرعته، بجانب مركبة على الطريق. |      |
| قيوط (ذئب المروج)                                  | 60–65 كم/س (37–40 ميل/س) | يمكن للذئب أن يصل بسهولة إلى سرعة 48 كم/ساعة (30 ميلاً في الساعة)، ويمكنه الركض بسرعة 65 كم/ساعة (40 ميلاً في الساعة) أثناء الصيد. |      |
| خفاش بني كبير                                      | 56–64 كم/س (35–40 ميل/س) | يقال أن الخفافيش البنية الكبيرة هي واحدة من أسرع الخفافيش حيث تصل سرعتها إلى 40 ميلاً في الساعة. |      |
| دلفين مالوف قصير المنقار                           | 55–64 كم/س (34–40 ميل/س) | لدلافين الشائعة هي أسرع الثدييات البحرية. عندما تصل إلى سرعتها القصوى، فإنها تأخذ أنفاسًا قصيرة جدًا. على سبيل المثال، الحيتان الزعنفية ، والتي هي أكبر بكثير، يمكنها تفريغ وإعادة ملء رئتيها في ثانيتين |      |
| ببر(من النمور)                                     | 56–64 كم/س (35–40 ميل/س) | تعييش النمور في الغابات، وقد تم تسجيل سرعتها من 30 ميلاً في الساعة (48 كم / ساعة) إلى 40 ميلاً في الساعة (64 كم / ساعة)؛ ومع ذلك، مثل الفهد والأسد، فإنها تحافظ على هذه السرعة لفترة قصيرة فقط. |      |
| الضبع                                              | 50–60 كم/س (31–37 ميل/س) | يمكن للضبع أن يركض بسرعة تصل إلى 60 كم / ساعة (37 ميلاً في الساعة)؛ يعزو البعض هذا الأداء على وجه التحديد إلى الضبع المرقط . |      |
| زرافة                                              | 52–60 كم/س (32–37 ميل/س) | يتم تقدير ذلك من خلال مراقبة عداد المسافات عندما يركض حيوان بأقصى سرعته، بجانب مركبة على الطريق. |      |
| جاموس إفريقي                                       | 50–56 كم/س (31–35 ميل/س) | يتم تقدير ذلك من خلال مراقبة عداد المسافات عندما يركض حيوان بأقصى سرعته، بجانب مركبة على الطريق. |      |
| الدب البني الدب الرمادي(أشمط) الدب الأسود الأمريكي | 48–56 كم/س (30–35 ميل/س) | الدببة الرمادية يمكنها الركض بسرعة تصل حوال 56كم/ساعة ، وتم افتراض أن الدببة الوداء الأمريكيى اركض بنفس السرعة. |      |
| خنزير ثؤلولي بري                                   | 48–55 كم/س (30–34 ميل/س) | يتم تقدير ذلك من خلال مراقبة عداد المسافات عندما يركض حيوان بأقصى سرعته، بجانب مركبة على الطريق. |      |
| الإنسان                                            | الفوري: 47.56 كم/س (29.55 ميل/س) الركض السريع (100م): 37.58 كم/س (23.35 ميل/س) مسافة طويلة (ماراثون): 20.99 كم/س (13.04 ميل/س) | يحمل يوسين بولت الرقم القياسي العالمي لسباق 100 متر في 9.58 ثانية. وكانت أسرع سرعة له على الإطلاق خلال هذا السباق 13.21 م/ث (47.6 كم/س؛ 29.5 ميل/س) بخطوة واحدة بين 50 و70 مترًا. وكان متوسط سرعة هذا السباق، بما في ذلك وقت رد الفعل القصير فور بدء السباق، 10.44 م/ث (37.6 كم/س؛ 23.4 ميل/س) |      |
| ومبات                                              | 40 كم/س (25 ميل/س) | يمكن للومبات الحفاظ على سرعته لمسافة 150 متر (490 قدم). |      |